# Melamed

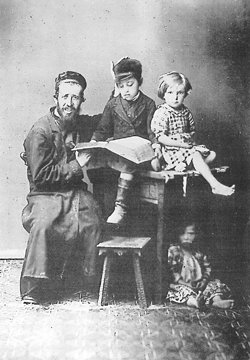
Un padre ebreo mentre insegna al figlio nella Podolia del XIX secolo.

Melamed (o anche Melammed, in ebraico: מלמד, "insegnante") è un termine che nei tempi biblici designava un insegnante religioso o più in generale un precettore, ma che nel periodo talmudico si applicava in particolare ad un insegnante di bambini, ed era infatti quasi invariabilmente seguito dalla parola tinokot ("bambini"). L'equivalente aramaico era makre dardeke.
Il melamed era nominato dalla comunità, e vi erano speciali disposizioni che stabilivano a quanti bambini potesse insegnare, come pure norme che governavano la scelta dei candidati alla carica e il licenziamento di un melamed. Queste disposizioni furono ampliate e accresciute nel periodo post-talmudico.

## Disposizioni applicabili agli istitutori
Oltre agli insegnanti nominati dalla comunità, ve ne erano altri che erano ingaggiati privatamente dai genitori dei bambini; di conseguenza si rese necessario definire accuratamente i diritti e i doveri reciproci del melamed e dei genitori.
Mentre si dedicava all'istruzione, al melamed non era consentito svolgere nessun altro lavoro. Se era malato, e perciò non in grado di insegnare per un periodo, dai suoi salari veniva dedotta una somma equivalente al costo delle lezioni perdute; ma se, d'altronde, era l'alunno ad essere malato e a non poter frequentare le sue lezioni, il melamed riceveva l'intero pagamento. 
Al melamed non era consentito di punire troppo severamente i suoi alunni, e doveva insegnare sia di giorno che durante parte della notte Non poteva lasciare da soli i suoi alunni, né trascurare i suoi doveri; gli si chiedeva inoltre di essere pio e di comprendere la sua vocazione. Solo un uomo sposato poteva fare il melamed. In aggiunta a queste disposizioni, nello Yoreh De'ah, 246, come pure nel Choshen Mishpat, ne vengono date molte altre riguardo al melamed, ma alcune di esse sono attualmente cadute in desuetudine.
Il salario per un melamed il più delle volte era basso. Molti melamed, pertanto, conducevano una vita alquanto misera.

## I diversi tipi di tutori
Si faceva una distinzione tra il melamed di un villaggio, che era ingaggiato come tutore privato ed insegnava al bambino nella casa dei suoi genitori, e il melamed di una città, che insegnava nella propria casa, la quale fungeva al tempo stesso da aula (vedi heder).
Parimenti, si distingueva tra il melamed dardeki e il melamed gemara. Il primo insegnava ai bambini di entrambi i sessi a leggere e a scrivere in ebraico, oltre ad un capitolo o due tratti dal Pentateuco, e generalmente aveva uno o più assistenti (in tedesco behelfer). Il melamed gemara, invece, insegnava ai ragazzi la Bibbia e il Talmud e, quando erano più grandi, anche lo Shulchan Aruch.

## Uso del termine
In Russia e in Polonia, essendo il mestiere di melamed mal retribuito e toccando spesso a individui incapaci di esercitare altri mestieri, la parola è divenuta, in gergo, sinonimo di "buono a nulla" o "stupido".
Tra i caraiti, tuttavia, il termine è equivalente a quello di rabbino tra i rabbinici, che significa "grande" (in sapienza)", "maestro", ed è considerato quindi un titolo d'onore. Di conseguenza, tra i caraiti molti eruditi vengono chiamati con il titolo di ha-melammed ha-gadol ("il gran maestro"), o semplicemente ha-melammed ("il maestro").

## Melamedcome cognome
La parola melamed (che, come chiarito, in ebraico vuol dire "insegnante"), diede origine anche al cognome corrispondente Melamed e alle sue varianti Malamud, Malmuth e Malamuth, aventi il medesimo significato. Le zone di provenienza di questi cognomi sono soprattutto l'Ucraina e la Polonia.
Tra i personaggi celebri aventi questi cognomi sono da ricordare:

### Melamed
- Abraham Melamed, ex membro della Knesset del Partito nazionale religioso
- Douglas Melamed, uno dei padri fondatori della legge e dell'economia
- Fred Melamed, attore
- Leo Melamed, uomo d'affari statunitense
- Rabbi Meir Melamed, finanziatore del Re Ferdinando e della Regina Isabella di Spagna nella casata di Arbarbanel, costretto alla conversione per sfuggire all'espulsione dell'Editto di Granada nel 1492
- S. M. Melamed, autore di Yiddish Stage
- Vince Melamed, musicista statunitense
- Rabbi Zalman Baruch Melamed, esponente del sionismo relioso israeliano, roch yeshiva di Bethel.

### Varianti
- Bernard Malamud, scrittore e autore statunitense
- Carl Malamud, pioniere di Internet statunitense
- Rebecca Hargrave Malamud, progettista e fotografa americana
- Randy Malamud,
- Bruce Malmuth, attore e regista statunitense
- Mason Malmuth, giocatore di poker ed esperto di giochi d'azzardo statunitense.